# 이신 (1575년)
이신(李藎) 출생년도 미상 ∼ 선조 5년(1627) 정묘년 1월 14일. 조선중기 무신. 본관은 덕수(德水).조부는 덕연부원군 이정(李貞)이며, 충무공 이순신(李舜臣)의 5남으로 해주오씨(海州吳氏) 소생이다. 무과. 증 통정대부 병조참의.

## 생애
임진왜란(1592)이 발발하자 이순신 휘하에서 종군한 것으로 추정된다. 왜란이 끝나고 무과에 급제하여 무관 생활을 시작하였다. 인조 5년(1627) 정묘년 정묘호란이 일어나 후금의 군사들이 의주를 침범하여 포위하였을 때 음력 1월 14일 종형제인 의주부윤 강민공 이완(李莞, 이희신 4남)과 전투 중 군기고에 불을 지르고 분사하였다. 
통정대부 병조참의에 증직되었다.

## 평가
충무공 이순신은 난중일기에 자식들과 조카의 전투수행 과정을 기록하지는 않았다. 다만 형인 이회(李薈)와 종형제인 이봉(李菶)과 이해(李荄)가 왜란 후 선무원종공신에 녹훈되었으며 조선왕조실록의 노량해전 기록을 보았을 때 대장선에  자식들과 조카들이 승선하여 전투에 참여한 기록이 있는 바 임진왜란과 정유재란에 참전하였음을 추정할 수 있다.
인조 5년(1627) 정묘년 정묘호란이 일어나 후금의 군사들이 의주를 침범하여 포위하였을 때 전사한 바 충무공 이순신과 같이 용맹하며 죽음을 두려워 하지 않는 무관으로서의 자질이 충분했던 것으로 사료된다.
충무공 이순신(李舜臣)의 서자인 이훈(李薰)과 이신(李藎)에 대한 전사 기록은 조선왕조실록과 덕수이씨세보(德水李氏世譜)가 서로 상이하다. 조선왕조실록의 기록은 다음과 같다.
```
각신(閣臣) 서유방(徐有防)이 아뢰기를, "충무공(忠武公) 이순신(李舜臣)의 아들 이면(李葂)은 왜적에게 죽었고 서자(庶子) 이훈(李薰)과 이신(李藎)은 오랑캐에게 죽기도 하고 이괄(李适)의 난리에 죽기도 하였으니, 아울러 증직(贈職)하거나 정려(旌閭)할 것을 대신(大臣)에게 물으소서." 하였는데, 이때 이르러 좌의정 채제공(蔡濟恭)이 복주(覆奏)하기를, "충무공이 통영(統營)에 있을 당시 아들 이면은 고향집에 있다가 왜적을 만나서 여기저기서 싸워 왜적 3명을 죽이고 그도 왜적의 칼날에 죽었습니다. 죽을 당시 총각이었는데 참으로 충무공의 아들로서 부끄러움이 없다 하겠습니다. 다만 충무공이 순국(殉國)하기 전의 일이어서 효자로 정려할 수도 없고 또 충신으로 정려할 수도 없습니다. 이훈은 정묘년 호란(胡亂)에 죽었고 이신은 안현(鞍峴)에서 죽었으니 그 충절(忠節)이 우뚝하다고 일컬을 수 있으나, 다만 이 두 사람도 후손이 없고 또 사판(祠版)도 없으며 전쟁터에서 죽었기 때문에 무덤도 만들지 못하였다고 합니다. 비록 증직의 교지가 있다 한들 누구에게 전할 것이며 어디에 고하겠습니까. 매우 난처한 일입니다." 하니, 그대로 두라고 명하였다.  
```

덕수이씨세보(德水李氏世譜)에는 이훈(李薰)이 인조 2년(1624) 이괄의 난이 일어나 종군 중 2월11일 안현전투(서대문구 현저동)에서 전사하고 이신(李藎)이 인조 5년(1627) 정묘년 정묘호란시 종형제인 의주부윤 강민공 이완(李莞, 이희신 4남)과 음력 1월 14일 전사한 것으로 되어 있다. 특히 두명 모두 전사 후 시신을 수습하지 못하였지만 이훈(李薰)은 슬하에 아들 손이 있어 당시 조선왕조실록 기록 상 정조에게 보고하였던 좌의정 채제공(蔡濟恭)이 사실을 바로 알지 못하고 발언한 것이 기록으로 남아 전해진 것으로 조선왕조실록 보다 덕수이씨세보(德水李氏世譜)의 정보가 정확한 것으로 사료된다.
정조 연간에는 정조가 주도적으로 나서 왜적과 싸운 위인들을 추숭하였는데, 이 과정에 이순신의 아들들이 순사하였지만 정려와 증직하지 않았던 것을 발견하였다. 그래서 정조는 이면, 이훈, 이신을 정려하기 위해 여러차례 논의를 주도하고 이신을 통정대부 병조참의에 증직하였다.

## 가족 관계
- 증조부 : 이백록(李百祿), 선교랑 평시서 봉사
- 증조모 : 초계 변씨(草溪卞氏), 변성(卞誠)의 딸
  - 조부 : 증 좌의정 덕연부원군(德淵府院君) 이정(李貞, 1511~1583)
  - 조모 : 증 정경부인 초계 변씨(草溪卞氏, 1515~1597) - 변수림(卞守琳)의 딸
    - 백부 : 이희신(李羲臣, 1535~1587), 증 병조참판
      - 종형 : 이뢰(李蕾, 1561~1648), 찰방
      - 종형 : 이분(李芬, 1566~1619), 병조정랑
      - 종형제 : 이번(李蕃, 1575~1668), 효릉참봉
      - 종제 : 이완(李莞, 1579~1627), 충신증자헌대부병조판서겸지의금부사행가선대부의주부윤의주진병마첨절제사(忠臣贈資憲大夫兵曹判書兼知義禁府事行嘉善大夫義州府尹義州鎭兵馬僉節制使), 시호 강민(剛愍), 정묘호란 전사

    - 숙부 : 이요신(李堯臣, 1542~1580), 증 호조참판동의금부사 
      - 종형 : 이봉(李菶, 1563~1650), 선무원종공신 2등, 경상도병마절도사겸 오위도청부 부총관, 평안도병마절도사, 포도대장, 삼척포첨사
      - 종형 : 이해(李荄, 1566~1645), 선무원종공신 2등, 훈련원주부

    - 부 : 이순신(李舜臣, 1545~1598), 효충장의적의협력선무공신 덕풍부원군(德豐府院君) 증(贈) 좌의정, 가증(加贈) 영의정, 시호 충무(忠武)
    - 모 : 정경부인 상주 방씨(尙州 方氏; 온양 방씨)
      - 형 : 이회(李薈, 1567~1625) 선무1등공훈, 훈련원 첨정, 증 승정원 좌승지
      - 형수 : 증 숙부인 광산김씨(첨지 중추부사 김정휘의 딸)
        - 조카 : 이지백(李之白, 1596~1671)
        - 딸 : 덕수이씨

      - 형 : 이예(李䓲, 1571~1631) 형조정랑, 증 승정원 좌승지
      - 형수 : 증 숙부인 신창맹씨(판관 맹유길의 딸)
        - 조카 : 이지석(李之晳, 1612~1679) 生父 이회(李薈)

      - 형제 : 이면(李葂, 1577~1597) 증 이조 참의, 정유재란시 왜군과 교전 중 전사

    - 모 : 해주 오씨(海州吳氏; 해주 오씨) 
      - 형 : 이훈(李薰, 1574~1624) 무과, 증 병조참의, 이괄의 난 진압 중 전사
      - 형수 : 증 숙부인 순천김씨(김춘여의 딸)
        - 조카 : 이지구(李之龜)

      - 본인 : 이신(李藎, 미상~1627) 무과, 증 병조참의, 정묘호란시 종형제 이완과 함께 전사

    - 숙부 : 이우신(李禹臣, 미상), 참봉

## 문헌
藎 武科 一六二七年仁祖丁卯 胡亂隨從兄剛愍公 力戰中 同死於 義州正宗朝 贈通 政大夫兵曹叅議